# Amanda Bergman

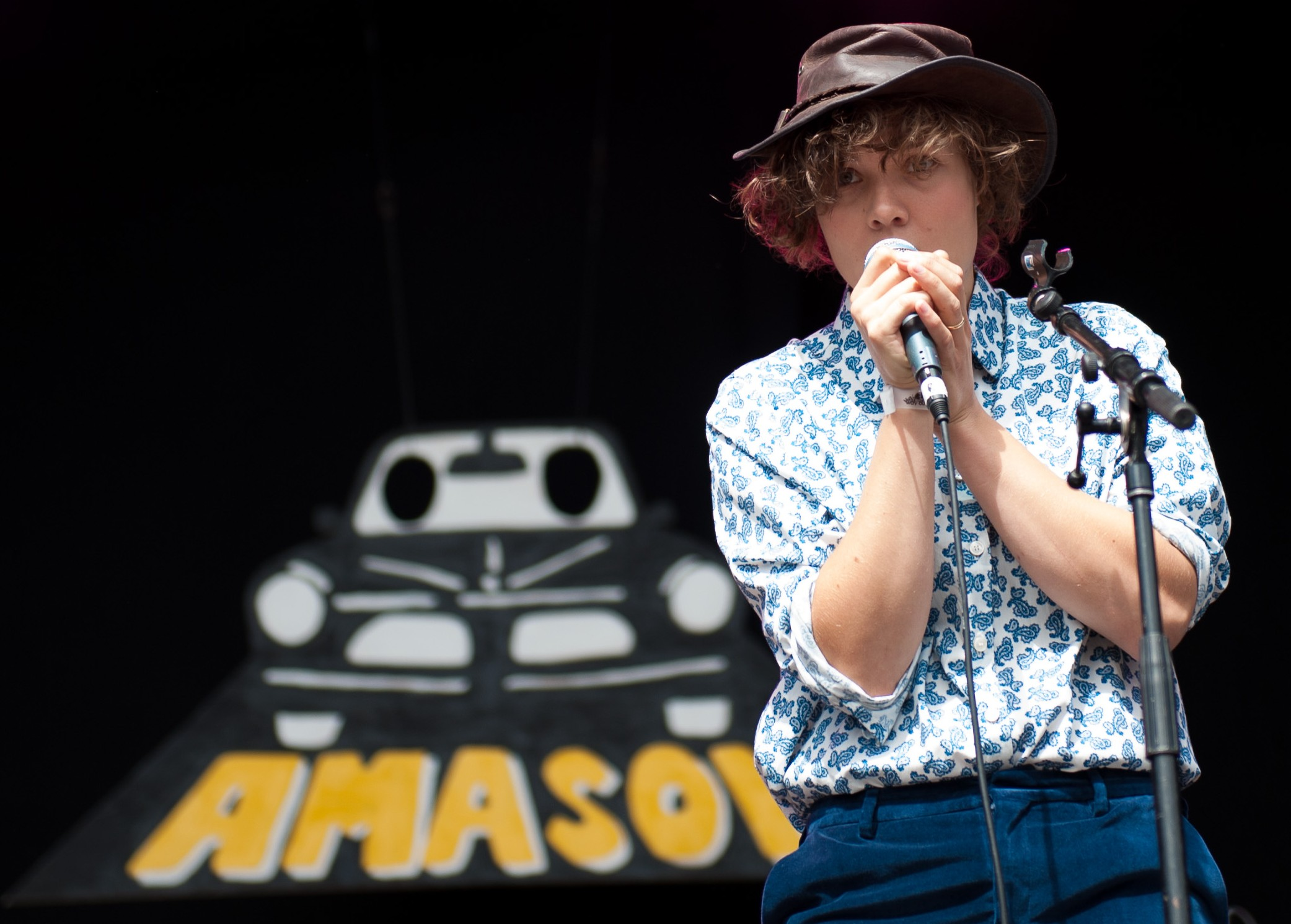
Amanda Bergman beim Way Out West Festival 2013 in Göteborg

Karin Amanda Bergman Hollingby (* 2. November 1987) ist eine Sängerin aus Dalarna in Schweden. Sie startete ihre Laufbahn unter dem Pseudonym Hajen (schwedisch für Hai) und nutzte darüber hinaus den Namen Idiot Wind von 2010 bis 2014.

## Karriere
Amanda Bergman ist Mitglied der Band Amason mit Gustav Ejstes, Pontus Winnberg, Nils Törnqvist und Petter Winnberg. Die Band veröffentlichte ihr Debütalbum Sky City im Januar 2015. Sie war mit Kristian Matsson (The Tallest Man on Earth) verheiratet. Es entstand eine Zusammenarbeit am Soundtrack zum schwedischen Film En Gång Om Året (Once A Year), der im Jahr 2012 erschien.
Ihre Stimme ist auf dem Album I Never Learn von Lykke Li zu finden. Ihr Hauptinstrument ist das Klavier, manchmal spielt sie auch Akkordeon.
Im Jahr 2015 hatte sie einen Hit mit Vintersaga, nachdem dieser für eine Werbeanzeige des Autoherstellers Volvo her genommen wurde. Ihr Debütalbum Docks, das erste unter ihrem Namen veröffentlichte Album wurde am 26. Februar 2016 auf dem Label Ingrid veröffentlicht. Im Jahr 2016 wurde Amanda Bergman ausgewählt, auf der Polar Music Prize Zeremonie zu spielen. Sie spielte den vom Komponisten Max Martin geschriebenen Song Love Me Harder, der ursprünglich von Ariana Grande gespielt wurde.

## Alben

### Solo
- Idiot Wind (EP) (2010)
- Find the Rhythm in the Noise (limited two-track 7") (2012)
- Vintersaga (Single) (2015)
- Falcons (Single) (2016)
- Docks (Album) (2016)
- Flickering Lights (EP) (2016)
- Your Hand Forever Checking On My Fever (2024)

### Mit Amason
- Margins (Single) (2013)
- Went to War (Single) (2013)
- EP (EP) (2013)
- Ålen (Single) (2014)
- Duvan (Single) (2014)
- Sky City (Album) (2015)
- Kelly (Single) (2015)
- Flygplatsen (EP) (2015)